# 레이저티닙
레이저티닙(Lazertinib)은 유한양행이 개발한 비소세포폐암(NSCLC) 치료제 신약이다. 제품명 렉라자(Leclaza)로 유통되고 있다.

## 역사
폐암 환자의 85%가 비소 세포 폐암이다.
오스코텍과 종속회사인 제노스코는 2015년 유한양행에 레이저티닙을 기술이전했으며 유한양행은 3년여의 개발끝에 기술수출에 성공했다.
레이저티닙은 3세대 EGFR-TKI로, 2018년 얀센(Janssen)에 기술이전됐다. 레이저티닙은 EGFR 표적항암제에 대한 내성으로 T790M 변이가 생긴 비소세포폐암 환자를 위한 치료제다.
업계에서는 레이저티닙의 경우 올리타와 비교했을 때 효능이 우수해 신약 개발 성공 가능성은 매우 높다는 의견이 우세하다.
2018년 11월 3일, 유한양행은 폐암 치료 신약 '레이저티닙(개발명 YH25448)'을 글로벌 제약사 존슨앤드존슨(J&J)의 자회사인 얀센바이오테크(Janssen Biotech)에 1조 4000억원 규모로 기술수출하는 계약을 체결했다.
2019년 5월 22일, 문재인 대통령은 바이오헬스 국가비전 선포식 연설에서 "지금 이 시간에도 우리나라 기업들이 전 세계 곳곳에서 여러 건의 임상시험을 진행하고 있습니다. 머지않아 블록버스터급 국산 신약도 나올 것입니다. 제약과 생명공학 산업이 우리 경제를 이끌어갈 시대도 멀지 않았습니다."라고 말했다.
미국 임상 3상은 글로벌 시장 진출의 최대 분수령이지만 실패확률도 높아 신약 개발에서 죽음의 계곡이라고 불린다. 신약이 개발되면 1상 임상시험에서 20-80명의 환자에 투약을 해보고, 2상 100-300명 3상 1000-3000명을 거쳐 미국 FDA가 신약 판매를 승인한다. 전체 1~3상 임상신약중 80~90%가 탈락하고 3상 임상시험을 통과해
약10~20%만이 최종 시판허가를 받는다.